# 아나르코생디칼리슴의 이론과 실제
『아나르코생디칼리슴의 이론과 실제. 스페인 전쟁으로 인해 압도적 존재감을 얻게 된 주제에 관한 개론』(Anarcho-Syndicalism: Theory and Practice. An Introduction to a Subject Which the Spanish War Has Brought into Overwhelming Prominence)은 독일의 무정부주의자 루돌프 로커가 쓴 책이다. 1937년 집필하여 1938년 런던에서 처음 출판되었다. 로커는 무정부주의 사상의 개론을 제공하고 국제노동자운동의 역사를 서술하며 직접행동, 사보타주, 총파업과 같은 생디칼리슴 전략전술을 제시하고자 했다.
각 장의 내용을 요약하면 다음과 같다.
제1장 무정부주의의 목표와 의도
무정부주의는 경제적 독점과 국가권력에 반대한다. 근대 무정부주의의 선구자들로는 정치적 정의를 다룬 윌리엄 고드윈, 정치경제적 분권화를 논한 피에르조제프 프루동, 『유일자와 그 소유』를 쓴 막스 슈티르너, 운동으로서 무정부주의의 설립자 미하일 바쿠닌, 무정부공산주의 및 상호부조론의 주창자인 표트르 크로폿킨 등이 있다. 무정부주의는 사회주의와 자유주의의 통합이며, 경제적 물질주의와 독재권력에 반대한다. 무정부주의는 역사의 경향이며, 자유와 문화이다.
제2장 무산계급과 근대노동운동의 시작
기계제생산과 근대자본주의의 시대에 무산계급도 탄생했다. 최초의 노동조합과 그 존재 보장을 위한 투쟁을 서술한다. 러다이트 운동과 차티스트 운동. 사회주의와 노동운동의 관계를 논한다.
제3장 생디칼리슴의 선구자들
로버트 오웬과 잉글랜드 노동운동, 윌리엄 벤보와 총파업의 개념, 프랑스의 노동자 조직화의 진화, 국제노동자협회, 노동조합의 개념 전환, 노동자 평의회의 개념, 노동자 평의회와 독재권력의 대조. 바쿠닌의 노동자 조직화 시도. 마르크스와 엥겔스의 의회주의 정치 도입과 제1인터내셔널의 종말.
제4장 아나르코생디칼리슴의 목적
아나르코생디칼리슴과 정치사회주의의 대조. 정당과 노조의 대조. 연방주의와 중앙집권의 대조. 독일과 에스파냐. 아나르코생디칼리슴 조직론. 사회 개조의 주체로서 정당의 무능함. 에스파냐 전노련(CNT)의 목표와 방법. 에스파냐에서 노동자 신디케이트와 농민 협동조합의 건설적 작업. 아나르코생디칼리슴과 국가정치. 우리 시대의 과제.
제5장 아나르코생디칼리슴 방법론
아나르코생디칼리슴과 정치행동, 정치적 권리의 중요성, 직접행동과 의회주의의 대조. 파업과 노동자들에게 그 의미. 동조파업, 총파업, 불매동맹, 노동자의 사보타주, 자본의 사보타주. 사회적 보호의 수단으로서 사회적 파업. 반군국주의.
제6장 아나르코생디칼리슴의 진화
프랑스의 혁명생디칼리슴과 그것이 유럽 노동운동에 미친 영향. 세계산업노동자연맹. 제1차 세계대전 이후의 생디칼리슴. 생디칼리스트와 제3인터내셔널. 새로운 국제노동자협회의 설립. 에스파냐, 포르투갈, 이탈리아, 프랑스, 독일, 스웨덴, 홀란트, 남미의 아나르코생디칼리슴.